# شاريا (العراق)
الشريعة (مكتوبة أيضًا الشريعة، العربية: شاريا, الكردية: ,شاریا، رومنة: Şariya   هي بلدة يسكنها الإيزيديون وتقع في قضاء سميل بمحافظة دهوك في إقليم كردستان العراق. تبعد البلدة حوالي 15 كيلومتر (9.3 ميل) جنوب دهوك.

## الأماكن المقدسة الإيزيدية
حول شاريا توجد المزارات الأيزيدية التالية:
1. Şêx Enzerût
2. بير عفت
3. Evdê Reş
4. ناصر الدين
5. سلتان إيزيد
6. Şêx Şems
7. شاهسوار
8. Şêxûbekir
9. كيريكال
10. Şêx Hesen
11. بير بوب